# 楊程皓
楊程皓（1996年12月12日—） ，為台灣棒球選手，曾效力於中華職棒富邦悍將，守備位置為投手。於2019年季中選秀會中被富邦悍將以第8輪第41順位選進。
2020年季末遭到釋出，生涯無一軍出賽記錄，職棒生涯僅一年。

## 經歷
- 彰化縣湖南國小
- 彰化縣彰化藝中青少棒隊
- 新北市私立穀保高級家事商業職業學校青棒隊
- 臺北市中國文化大學棒球隊（美孚巨人）
- 臺中市成棒隊（台灣人壽）（2018年－2019年）
- 中華職棒富邦悍將（2019年－2020年）

## 外部連結
- 楊程皓在台灣棒球維基館上的頁面（繁體中文）